# Arauzo de Torre
Arauzo de Torre es una localidad y un municipio  situados en la provincia de Burgos, comunidad autónoma de Castilla y León (España), comarca de Sierra de la Demanda, partido judicial de Salas de los Infantes, cabecera del ayuntamiento de su nombre.

## Geografía
Es un municipio burgalés de unos 100 habitantes. Está situado en el sur de la provincia de Burgos, pertenece al Partido de Salas de los Infantes a 98 kilómetros de la ciudad de Burgos, cerca de Aranda de Duero, entre la sierra de la Demanda y la Ribera del Duero.
Su nombre tiene su origen en la torre de defensa que se construyó sobre el caserío y que hoy en día forma parte de la iglesia.
Por el pueblo de Arauzo de Torre pasa el río Aranzuelo, que va desde Doña Santos (Arauzo de Miel) hasta desembocar en el Arandilla en el pueblo de Quemada.

## Historia

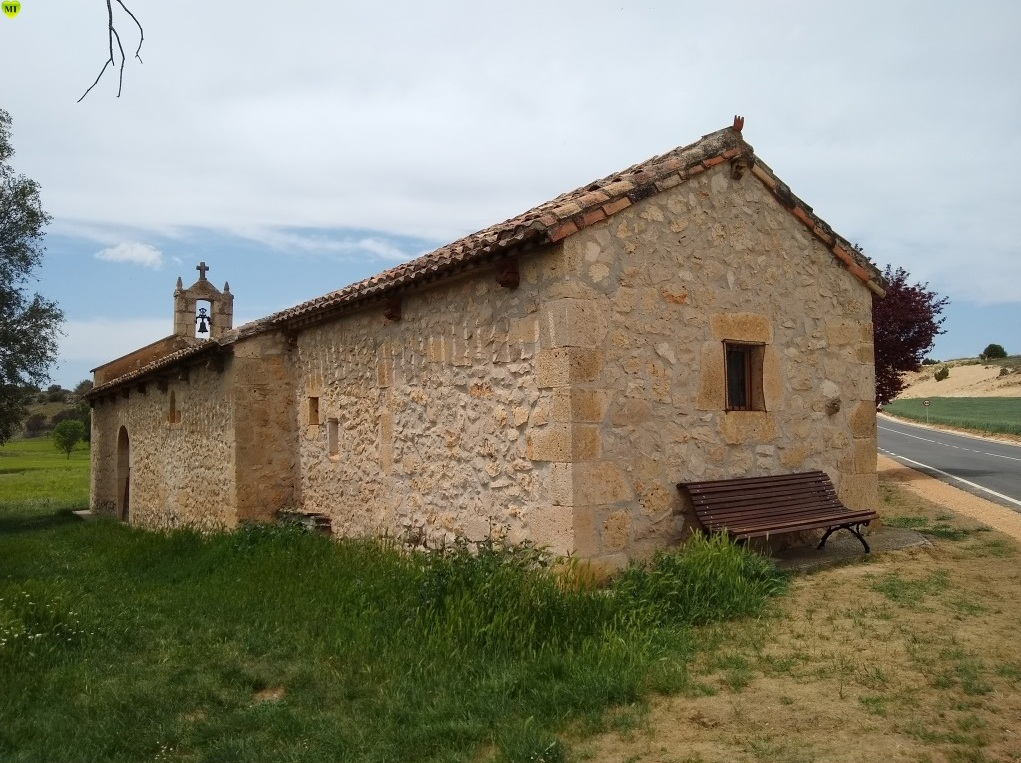
Ermita

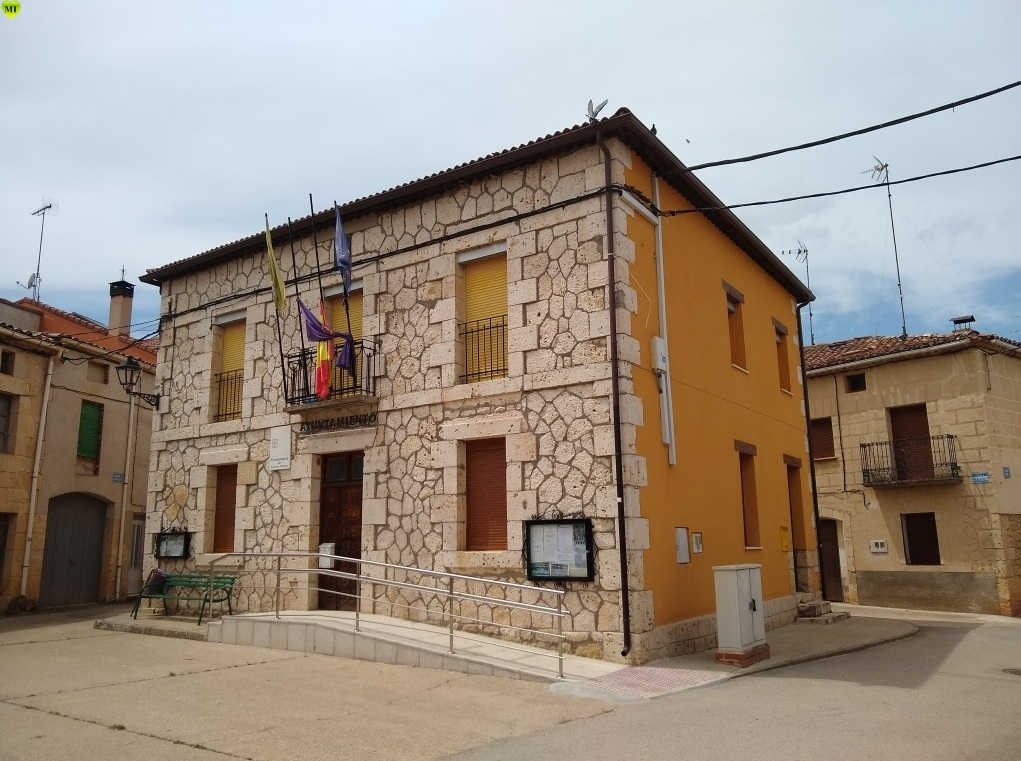
Casa consistorial

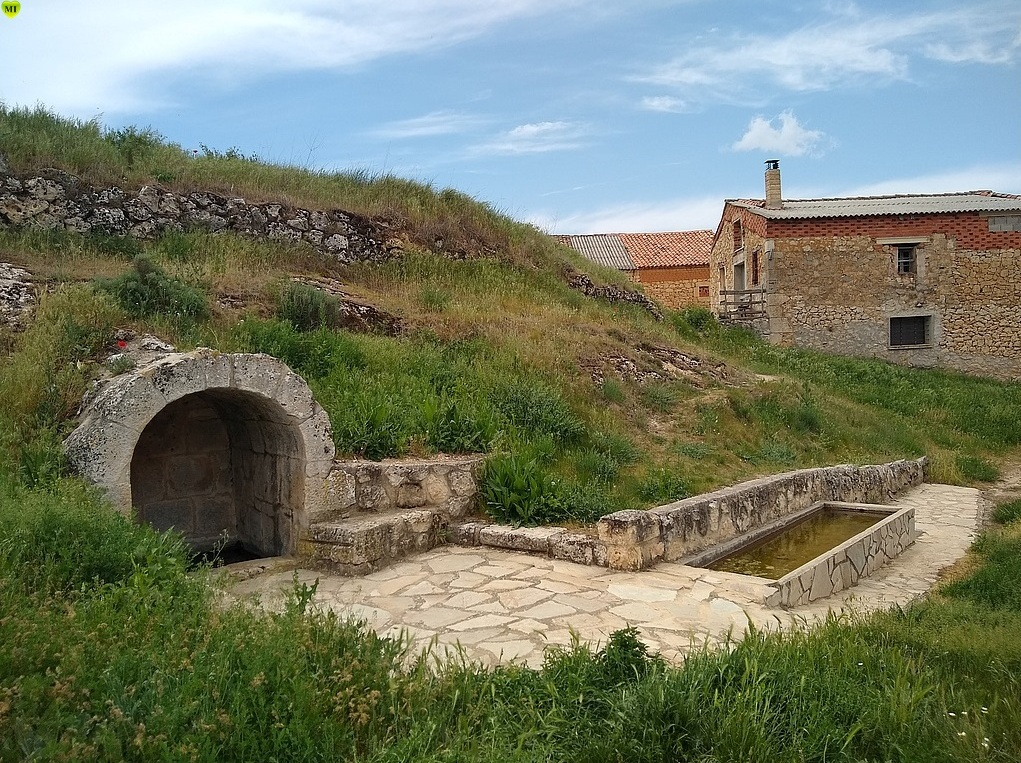
Fuente

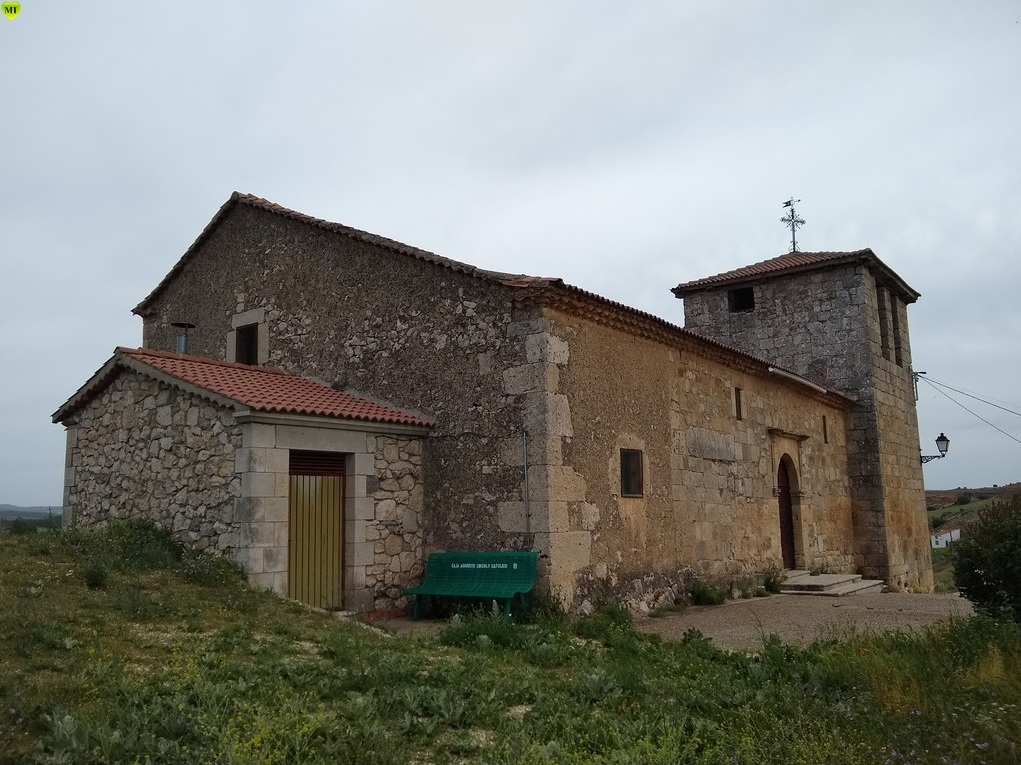
Iglesia

Existió un monasterio femenino en la localidad, llamado Santa Tosia, priorato del de Santa María de Fuencaliente del Burgo (Soria).
Arauzo de Torre, con otras muchas localidades, formó parte de la llamada Jurisdicción de los Arauzos, que estaba formada por poblaciones del sur de la Sierra (Arauzo de Miel, Arauzo de Salce, Baños de Valdearados, Hontoria de Valdearados, Doña Santos, Espinosa de Cervera, Hinojar del Rey, Huerta de Rey, Quintanarraya, Tubilla del Lago, La Gallega, Valdeande, Jaramillo de la Fuente y Riocavado de la Sierra).
En el Censo de Vecindarios de la Corona de Castilla  realizado en 1591 se denominaba Arauço de Torre, pertenecía al Partido de los Arauces, incluida en la provincia de Burgos. El partido contaba con 876 vecinos pecheros.
Villa perteneciente a la Jurisdicción de Los Arauzos, de realengo, en el partido de Aranda de Duero, con Alcalde Ordinario.
Así se describe a Arauzo de Torre en el tomo II del Diccionario geográfico-estadístico-histórico de España y sus posesiones de Ultramar, obra impulsada por Pascual Madoz a mediados del siglo XIX:

Lugar con ayuntamiento en la provincia, audiencia territorial y capitanía general de Burgos (13 leguas), partido judicial de Aranda de Duero (5), diócesis de Osma (6). Situado en un vallecito a la izquierda de una deliciosa vega y a la inmediación del sitio que ocupó la antigua Clunia; la combaten todos los vientos, y disfruta de clima saludable, pues solo se padecen algunas tercianas producidas por la humedad del río Aranzuelo que atraviesa el término; tiene 40 casas de construcción ordinaria y de poca comodidad, entre las que se encuentra la de ayuntamiento, que sirve además de pósito y cárcel; hay escuela de primeras letras, a la que concurren de 10 a 12 niños de ambos sexos, cuyo maestro está dotado con 19 fanegas de grano y 45 reales, con la obligación también de desempeñar los trabajos de la sacristía; y una iglesia parroquial bajo la advocación de San Pedro Apóstol, servida por un cura, la cual tiene por anejo al despoblado de Quintanilla la Yerma; su edificio en tiempo de los romanos debió ser un fortín, y en el de los moros mezquita, si se atiende a las inscripciones cortadas que aparecen en una lápida que hay sobre la puerta principal. En los afueras de la población brota una fuente abundante de buenas aguas que aprovechan los vecinos para sus usos domésticos, encontrándose también varios manantiales en el término para abrevaderos de los ganados. En sus inmediaciones existen dos ermitas dedicadas la una a Nuestra Señora de los Remedios, y la otra a la de Quintanilla de la Yerma; la primera situada junto al camino que dirige a Aranda, se halla adornada interiormente de grandes y hermosos cuadros, que han sido admirados por cuantos han tenido ocasión de examinarlos; y la segunda a la distancia de una legua al oeste, al despoblado de su nombre, término jurisdiccional de Caleruega y jurisdicción eclesiástica de este pueblo; fue en tiempos pasados parroquia, cuya aserción se hace probable por la pila de bautismo que aún existe en ella, aunque algo derruida. Confina el término por N con el de Arauzo de Salce a ½ legua, por E con el de Peñalva de Castro, por S con el de Caleruega, ambos a una legua y por O con los de Coruña del Conde y Hontoria de Valdearados a 1 y 2 leguas. El terreno, aunque pantanoso en su mayor parte, es de mediana calidad, y se halla fertilizado por las aguas de los ya citados manantiales y por las del río Aranzuelo, al que atraviesa un puente de madera de 7 pies de elevación, edificado sobre los cimientos de la calzada de la gran Clunia o capital de los romanos. A las partes S y O del pueblo se elevan 2 montes cubiertos de robustas encinas, enebro, sabinas, estepas y otros arbustos, en los que hay también 2 grandes canteras. Los caminos son locales y se hallan en buen estado. La correspondencia la recibe de Aranda de Duero por el valijero de Arauzo de Miel. Producción: cebada, avena, cáñamo, patatas, vino y algunas legumbres; cría ganado vacuno y lanar, llamado churro, inferior a todos los del país; caza de liebres y perdices, y pesca de truchas, cangrejos y algunos peces; industria: dos molinos harineros, uno propiedad de las monjas de Caleruega, y otro de este pueblo; ambos están en buen estado y son suficientes para el abasto de los vecinos. Población: 17 vecinos, 68 almas; Capital productivo: 649.900 reales; Imponible: 63.938; contribución: 2.428 reales 14 maravedíes. El presupuesto municipal asciende a 2.026 reales que se cubre por reparto vecinal.
Diccionario geográfico-estadístico-histórico de España y sus posesiones de Ultramar

## Demografía
Arauzo de Torre cuenta con una población de 61 habitantes (INE 2024).
| Gráfica de evolución demográfica de Arauzo de Torre entre 1842 y 2021 |
| |
| Población de derecho según los censos de población del INE. Población de hecho según los censos de población del INE.Entre el censo de 1930 y el anterior, aparece este municipio porque se segrega del municipio Arauzo de Salce. Entre el censo de 1857 y el anterior, este municipio desaparece porque se integra en el municipio Arauzo de Salce. |

| Nacionalidad | Hombres | Mujeres | Total | %      | Proporción |
| ------------ | ------- | ------- | ----- | ------ | ---------- |
| Española     | 33      | 19      | 52    | 70.2 % |            |
| Extranjera   | 13      | 9       | 22    | 29.7 % |            |

En 1843 pertenecía al partido de Aranda y contaba con 68 habitantes.